# برگ متحرک
برگ متحرک (نام علمی: Phyllium bioculatum) حشره‌ای برگ مانند است که بومی  مالزی است. این حشره اولین بار توسط جرج رابرت گری در سال ۱۸۳۲ میلادی کشف شد و نیز اولین حشره از راسته فازمید بود که او کشف کرد.